# Daniele De Rossi
Pour les articles homonymes, voir Rossi.
Daniele De Rossi, né le 24 juillet 1983 à Rome (Italie), est un footballeur international italien évoluant au poste de milieu de terrain défensif, reconverti entraîneur.
Champion du monde en 2006, il acquiert une reconnaissance internationale pour son attachement sans faille et sa loyauté pour l'AS Roma, à l'instar du légendaire Francesco Totti. Les carrières et la renommée des deux hommes sont d'ailleurs étroitement liées, représentant deux symboles de fidélité parmi les plus célèbres de l'histoire du sport. Disputant respectivement leur 25e et 16e saison professionnelle dans l'équipe durant la saison 2016-2017, les deux joueurs ont presque tout vécu ensemble. Il prend officiellement sa retraite de joueur le 6 janvier 2020.
Daniele De Rossi a également une grande histoire avec l'équipe d'Italie : outre sa victoire en Coupe du monde en 2006, il est le 4e joueur le plus capé de l'histoire des Azzurri avec 117 sélections ainsi que le milieu de terrain le plus prolifique depuis 1930 avec 21 buts. Vice-champion d'Europe en 2012, il est nommé dans l'équipe-type de la compétition.

## Biographie

### Enfance et formation
Il commence sa carrière au sein de l'AS Ostia Mare en 1997. Son rôle dans l'équipe a d'abord été celui de défenseur, puis d'attaquant.
Il décide de rejoindre l'AS Roma en 2000. Le jeune footballeur se fait immédiatement remarquer et devient rapidement un élément important de l'équipe de jeunes de la Roma. Grâce en partie à l'entraîneur Mauro Bencivenga, De Rossi est passé d'attaquant à milieu de terrain dans l'équipe de jeunes de la Roma.

### Dix-huit ans à l'AS Roma
Formé et ayant évolué à l'AS Rome jusqu’en 2019, il est l'auteur d'une grande saison 2005-2006 avec le club de la capitale italienne, la star de l'équipe, Francesco Totti, ayant été blessée pour une longue période. Il est récompensé à l'issue de la saison du titre de meilleur jeune de Serie A.
Courtisé par Chelsea et le Real Madrid depuis de nombreuses années, Daniele De Rossi a juré fidélité à son club de formation, comme Francesco Totti. Désigné comme le « Capitan Futuro », référence à un héros de fiction, Daniele De Rossi est réputé pour sa combativité et sa motivation sur le terrain faisant de lui une figure de l'AS Rome aux côtés de Francesco Totti.

Le 13 septembre 2009, Daniele De Rossi sort en pleurs à la fin du match Siena-Roma après que les supporters toscans ont chanté en fin de match « dov’è il suocero, dov’è il suocero » (où est le beau-père), faisant référence à la mort du beau-père de Daniele De Rossi il y a plusieurs mois, abattu dans la campagne d’Aprilia.

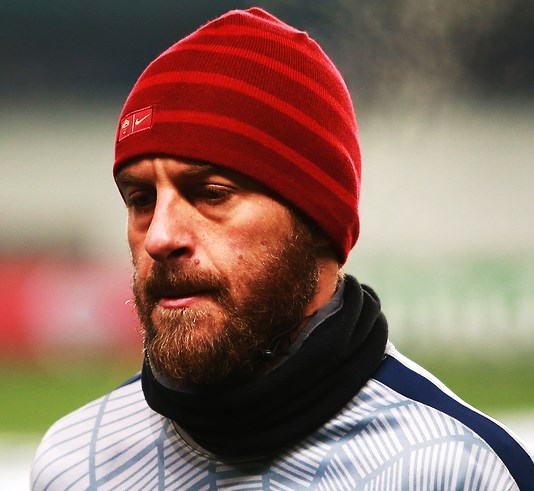
De Rossi en 2014.

Redevenu pièce maîtresse dans le jeu de la Roma, Daniele De Rossi voit son contrat arriver à terme le 3 juillet 2012. Le 5 février 2012, il prolonge son contrat avec l'AS Roma jusqu'en 2017, de ce fait il a avoué vouloir terminer sa carrière dans son club de cœur, comme un certain Francesco Totti.

« Le fait que deux joueurs comme Totti et moi aient voulu rester fidèles à l'AS Rome se justifie par la chaleur de nos supporters et la merveille qu'est la ville de Rome jour après jour. Dans des conditions de ce genre il est très difficile de partir. »

— Daniele De Rossi
Alors que Francesco Totti quitte l'AS Rome à l'issue de la saison 2016-2017, lui prolonge pour deux saisons supplémentaire portant son contrat jusqu'en juin 2019.
Le 26 septembre 2018 De Rossi dispute son 600e match sous le maillot de la Roma, faisant de lui le 11e joueur ayant disputé le grand nombre de match en Italie avec le même club.
En octobre 2018 il est victime au cours du match contre Empoli d'un choc provoquant une fracture du petit orteil du pied gauche à la suite d'examens médicaux.
Le 14 mai 2019, Daniele de Rossi annonce, par le biais d'un communiqué de son club l'AS Rome, qu'il quitterait le club italien en fin de saison. Il aura passé 18 années sous les couleurs du club romain. Cette séparation entre le club et le joueur est à l'initiative du club, qui ne lui propose pas de prolongation de contrat au terme d'une saison où de Rossi manque de nombreuses rencontres en raison de blessures.

### En équipe nationale

#### Sélections jeunes
Membre régulier de la sélection des jeunes avec une quinzaine de sélection il participe à l'Euro des -21 ans. Lors de la finale il ouvre le score pour sa sélection qui va s'imposer 3-0 face à la Serbie-Monténégro.
Il obtient la médaille de bronze lors du tournoi olympique d'Athènes.

#### Équipe A d'Italie
Il obtient sa première sélection face à la Norvège dans le cadre des éliminatoires à la coupe du monde 2006 et marque son 1er but à cette occasion justifiant le choix de Lippi de le sélectionner.
Marcello Lippi l'emmène à la Coupe du monde en 2006, où à 22 ans, il est le plus jeune italien. Mais durant ce mondial, il se fait surtout remarquer pour avoir écopé d'un carton rouge lors du premier tour de cette coupe du monde, contre les États-Unis, après avoir mis un coup de coude sur la pommette de l'attaquant américain Brian McBride,. Suspendu pour quatre matchs, il entre en cours de match lors de la finale en remplacement de son compère de club Francesco Totti et inscrit un des tirs au but important juste après l'échec du français David Trezeguet permettant de faire le break et conduire son équipe à la victoire face à la France.
Il marque à nouveau face à la France lors l'Euro 2008, sur un puissant coup franc dévié par Thierry Henry, contribuant ainsi à l'élimination française et à relancer les italiens après leur lourde défaite en match d'ouverture face aux Pays-Bas (3-1). Il est élu homme du match à l'issue de la rencontre. En quart de finale il rate le 2e tir au but italien face à l'Espagne (0-0, 4-2 pen) et sera éliminé à la suite de l'arrêt de Casillas sur le tir d'Antonio Di Natale le 4e tireur italien.
Lors de la Coupe du monde 2010, il marque le but égalisateur contre le Paraguay (1-1). Après ce match il estime que l'Italie a encore les moyens d'aller en demi-finale à condition de gagner les deux derniers match de poule. Cependant il évoque le risque d'une élimination en cas de mauvais résultats. Malheureusement l'avenir va lui donner en partie raison car son implication dans le penalty égalisateur face à la Nouvelle-Zélande (1-1) ne va pas empêcher l'élimination de la Squadra Azzura lors du dernier match de poule. Au même titre que la majeure partie de ses coéquipiers, il sera décrié dans son pays pour son rendement très décevant, visiblement fatigué, discret, peu rassurant dans ses interventions tant offensive que défensive, à l'image de cette relance hasardeuse face à la Slovaquie (3-2) qui amène le premier but des Slovaques.
Sélectionné parmi les 23 italiens par César Prandelli, De Rossi doit, en raison de la blessure d'Andrea Barzagli avant le tournoi, jouer comme défenseur central dans une défense à trois dans la formation 3-5-2 de Prandelli, aux côtés de Giorgio Chiellini et Leonardo Bonucci. Lors des deux premiers matches de groupe de la compétition contre l'Espagne et la Croatie, qui se sont tous deux terminés par des nuls 1-1, De Rossi reçoit des éloges pour ses performances dans les médias ; il a été temporairement remplacé par Thiago Motta et Riccardo Montolivo aux côtés de Pirlo et Marchisio dans le milieu de terrain à trois de l'Italie,,. Il a ensuite joué un rôle plus régulier en milieu de terrain contre la république d'Irlande lors du dernier match de groupe aux côtés de Claudio Marchisio et Andrea Pirlo. Il a continué à jouer en milieu de terrain contre l'Angleterre en quart de finale, où l'Italie a été éliminée aux tirs au but. De Rossi a également joué toute la demi-finale contre l'Allemagne, puisque l'Italie a remporté le match 2-1, et a également joué les 90 minutes de la défaite 4-0 de l'Italie contre l'Espagne en finale. De Rossi a été inclus dans l'équipe du tournoi pour ses performances. Pour beaucoup de supporter et suiveurs De Rossi fut l'un des meilleurs joueurs du tournoi, alors qu'il joue en partie comme défenseur central, avec pour son actif un très grand match face à l'Angleterre lors des quarts de finale par son pressing permanent et son sens de l'adaptation au poste de défenseur lors des 2 premiers matchs de poule.
De Rossi fut dans la liste des 23 sélectionnés par Antonio Conte. Il joua 3 des 5 rencontres de la Nazionale durant ce tournoi mais fut absent contre l'Allemagne pour cause de blessure.
L'Italie ne s'est pas qualifiée. Par conséquent, Daniele De Rossi n'a pas joué la compétition.

### Après-carrière
Daniele De Rossi se reconvertit dans l'entraînement. Il fait partie de l'encadrement de Roberto Mancini à la tête de la sélection italienne qui remporte l'Euro 2020. En octobre 2022, il est nommé entraîneur de la SPAL, en Serie B. Sa philosophie de jeu est tournée vers l'offensive, comportant du pressing et de la verticalité. Les résultats ne suivent pas et il est licencié après plusieurs défaites consécutives.
Le 16 janvier 2024, De Rossi est nommé entraîneur de l'AS Rome en remplacement de José Mourinho, avec un contrat de six mois. Au moment de son arrivée, le club est classé neuvième de Serie A. Reprenant les mêmes schémas qu'à la SPAL, il fait jouer son équipe en 4-3-3. Sous sa direction l'équipe remporte neuf de ses 13 premiers matchs. Le 18 avril, alors que l'AS Rome est désormais cinquième du championnat avec une série de huit victoires en onze matchs, les propriétaires du club annoncent que De Rossi va rester l'entraîneur « au-delà de la saison 2023-24 ». En juin 2024, il prolonge jusqu'en 2027 avec le club Romain. Le 18 septembre 2024, après un début de saison de Serie A commencé par trois matchs nuls et une défaite, De Rossi est démis de ses fonctions par sa direction.
En janvier 2025, Daniele De Rossi acquiert l'AS Ostia Mare, son club formateur, alors en difficultés financières. Il ambitionne de faire de ce club, qui évolue alors en Serie D, le troisième dans la hiérarchie du football de la région romaine.

## Style de jeu

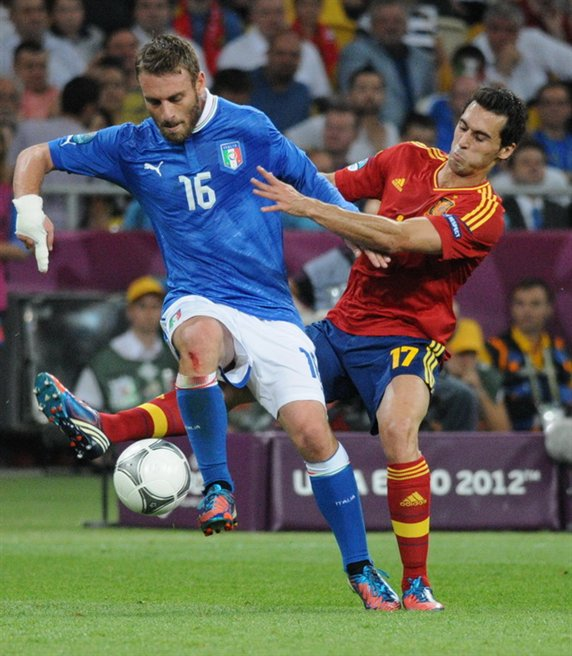
Daniele De Rossi et Álvaro Arbeloa en finale de l'Euro 2012.

Dès sa jeunesse, il a fait preuve d'une excellente force physique, d'une bonne vision du terrain et d'une grande ténacité. Il est considéré comme l'une des plus grandes stars du football italien des années 2000-2010, ainsi que comme l'un des meilleurs milieux de terrain en Europe et dans le monde. De Rossi est un véritable milieu de terrain polyvalent infatigable, disposant d'un très bon jeu de tête, capable de récupérer le ballon et le donner dans les meilleures conditions aux attaquants. Sa frappe de balle puissante lui a permis de marquer plusieurs buts, aussi bien avec l'AS Rome qu'avec la Squadra Azzurra. Ces qualités lui permettent de jouer aussi bien milieu de terrain ou défenseur central, il est néanmoins utilisé le plus souvent en milieu défensif, poste ou il apporte de l'assurance de ses défenses en club comme en sélection.
Il a fait de son tempérament et de sa compétitivité ses meilleures qualités. Il est capable de briser le jeu de l'adversaire grâce à son intelligence tactique et à sa tactique décisive, en faisant redémarrer l'équipe de cette façon et en démontrant d'excellentes capacités de réglage ,,, L'entraîneur de la Roma, Luciano Spalletti, son mentor et grand admirateur, dit de lui : "c'est comme avoir un satellite : vous fixez la demande et il connaît déjà la route et la position dont vous avez besoin".
L'ancien sélectionneur de l'équipe nationale italienne Marcello Lippi, à la suite d'un grand test des Romains contre la Géorgie lors des qualifications pour la Coupe du monde 2010, a fait son éloge en le qualifiant de l'un des meilleurs milieux de terrain au monde, à égalité avec les Anglais Lampard et Gerrard. Au cours de la saison 2011-2012, De Rossi a souvent joué le rôle de défenseur central, aussi bien pour la Roma que pour l'équipe nationale. Il a déclaré à plusieurs reprises qu'il s'inspirait du style de jeu de Roy Keane ; en l'honneur du joueur irlandais, il porte le numéro 16 aussi bien en club que sous le maillot bleu.
Joueur faisant preuve de grinta sur le terrain, cette agressivité peut parfois dépasser les limites. À la date de novembre 2012, il a ainsi reçu 7 cartons rouges dans sa carrière, tous reçus directement.

## Autour du football

### Vie privée
Né à Ostia, Rome, il est le fils d'Alberto De Rossi, un ancien joueur de la Roma qui, avant de devenir entraîneur de l'équipe de Primavera, était joueur professionnel en Serie C.
Il a une fille, Gaia, née le 16 juillet 2005, dont la mère est Tamara Pisnoli, mariée le 18 mai 2006 et dont il s'est séparé en 2009,.
Le 7 août 2008, son beau-père, Massimo Pisnoli, a été assassiné dans la ville d'Aprilia, dans la province de Latina. Quelques jours plus tard, De Rossi a décidé de dédier le doublé signé en équipe nationale lors du match contre la Géorgie à son parent disparu. Les responsables du meurtre, Gabriele Piras et Giuseppe Arena, ont été arrêtés quelques mois plus tard.
En 2011, il s'est fiancé avec l'actrice Sarah Felberbaum, de laquelle il a eu, le 14 février 2014, une petite fille nommée Olivia Rose, et le 3 septembre 2016, un enfant nommé Noah ; tous deux se marient le 24 décembre 2015 aux Maldives.
De Rossi est un supporter très attaché de l'AS Rome au point de décider en janvier 2020 lors du derby de Rome de se déguiser avec l'aide de sa femme pour profiter anonymement du derby romain depuis les tribunes,.

### Présence dans les médias
Il est présent dans des publicités avec d'autres joueurs pour UniCredit, Adidas,, Linkem et Pringles où il interagit avec des adolescents.
Il est dans la pochette de couverture de la version italienne de Fifa 09. Elle reprend la célébration de De Rossi après son but égalisateur face à l'Inter de Milan lors de la finale de la Supercoupe d'Italie.

## Palmarès

### Titres et trophées collectifs
Équipe d'Italie
- Vainqueur du Championnat d'Europe Espoirs 2004.
- Médaille de Bronze aux Jeux Olympiques d'été 2004.
- Vainqueur de la Coupe du monde 2006.
- Finaliste du Championnat d'Europe 2012.
- Troisième de la Coupe des confédérations 2013.
- Vainqueur de l'Euro 2020 en tant que membre du staff

AS Rome
- Serie A
  - Vice-champion : 2002, 2004, 2006, 2007, 2008, 2010, 2014, 2015 et 2017
- Coupe d'Italie (2)
  - Vainqueur : 2007 et 2008
  - Finaliste : 2003, 2005, 2006, 2010 et 2013
- Supercoupe d'Italie  (1)
  - Vainqueur : 2007
  - Finaliste : 2006, 2008 et 2010

Boca Juniors
- Championnat d'Argentine (1) :
  - Champion : 2020

### Distinctions personnelles
- Élu meilleur jeune joueur de l'année de Serie A en 2006.
- Élu meilleur joueur italien de l'année de Serie A en 2009.
- Équipe Type du Championnat d'Europe de football 2012[53].

## Statistiques

### Par saison
| Saison                | Club                  | Championnat           | Championnat | Championnat | Championnat | Coupe(s) nationale(s) | Coupe(s) nationale(s) | Coupe(s) nationale(s) | Supercoupe | Supercoupe | Supercoupe | Compétition(s) continentale(s) | Compétition(s) continentale(s) | Compétition(s) continentale(s) | Compétition(s) continentale(s) | Italie | Italie | Italie | Total | Total | Total |
| Saison                | Club                  | Division              | M.          | B.          | P.d.        | M.                    | B.                    | P.d.                  | M.         | B.         | P.d.       | Comp.                          | M.                             | B.                             | P.d.                           | M.     | B.     | P.d.   | M.    | B.    | P.d.  |
| 2001-2002             | AS Rome               | Serie A               | 0           | 0           | 0           | 3                     | 0                     | 0                     | -          | -          | -          | C1                             | 1                              | 0                              | 0                              | -      | -      | -      | 4     | 0     | 0     |
| 2002-2003             | AS Rome               | Serie A               | 4           | 2           | 0           | 3                     | 0                     | 0                     | -          | -          | -          | C1                             | 0                              | 0                              | 0                              | -      | -      | -      | 7     | 2     | 0     |
| 2003-2004             | AS Rome               | Serie A               | 17          | 0           | 4           | 4                     | 0                     | 0                     | -          | -          | -          | C3                             | 6                              | 1                              | 0                              | -      | -      | -      | 27    | 1     | 4     |
| 2004-2005             | AS Rome               | Serie A               | 30          | 2           | 1           | 5                     | 1                     | 0                     | -          | -          | -          | C1                             | 3                              | 1                              | 0                              | 8      | 2      | 0      | 46    | 6     | 1     |
| 2005-2006             | AS Rome               | Serie A               | 34          | 6           | 1           | 4                     | 0                     | 0                     | -          | -          | -          | C3                             | 7                              | 0                              | 0                              | 12     | 1      | 0      | 57    | 7     | 1     |
| 2006-2007             | AS Rome               | Serie A               | 36          | 2           | 4           | 8                     | 2                     | 0                     | 1          | 0          | 0          | C1                             | 10                             | 2                              | 0                              | 7      | 1      | 0      | 62    | 7     | 4     |
| 2007-2008             | AS Rome               | Serie A               | 34          | 5           | 4           | 6                     | 0                     | 0                     | 1          | 1          | 0          | C1                             | 10                             | 0                              | 0                              | 9      | 1      | 1      | 60    | 7     | 5     |
| 2008-2009             | AS Rome               | Serie A               | 33          | 3           | 5           | 2                     | 0                     | 0                     | 1          | 1          | 0          | C1                             | 7                              | 0                              | 2                              | 12     | 3      | 0      | 55    | 7     | 7     |
| 2009-2010             | AS Rome               | Serie A               | 33          | 7           | 4           | 4                     | 1                     | 1                     | -          | -          | -          | C3                             | 12                             | 3                              | 3                              | 9      | 1      | 1      | 58    | 12    | 9     |
| 2010-2011             | AS Rome               | Serie A               | 28          | 2           | 4           | 4                     | 0                     | 2                     | 1          | 0          | 0          | C1                             | 7                              | 1                              | 0                              | 6      | 1      | 0      | 46    | 4     | 6     |
| 2011-2012             | AS Rome               | Serie A               | 32          | 4           | 3           | 0                     | 0                     | 0                     | -          | -          | -          | C3                             | 0                              | 0                              | 0                              | 15     | 0      | 0      | 47    | 4     | 3     |
| 2012-2013             | AS Rome               | Serie A               | 25          | 0           | 5           | 4                     | 0                     | 0                     | -          | -          | -          | -                              | -                              | -                              | -                              | 12     | 5      | 1      | 41    | 5     | 6     |
| 2013-2014             | AS Rome               | Serie A               | 32          | 1           | 1           | 4                     | 0                     | 0                     | -          | -          | -          | -                              | -                              | -                              | -                              | 7      | 0      | 0      | 43    | 1     | 1     |
| 2014-2015             | AS Rome               | Serie A               | 26          | 2           | 2           | 1                     | 1                     | 0                     | -          | -          | -          | C1+C3                          | 3+4                            | 0                              | 0                              | 3      | 1      | 0      | 37    | 4     | 2     |
| 2015-2016             | AS Rome               | Serie A               | 24          | 1           | 1           | 1                     | 0                     | 0                     | -          | -          | -          | C1                             | 6                              | 2                              | 0                              | 6      | 2      | 0      | 37    | 5     | 1     |
| 2016-2017             | AS Rome               | Serie A               | 31          | 4           | 4           | 1                     | 0                     | 0                     | -          | -          | -          | C1+C3                          | 2+6                            | 0+1                            | 0+2                            | 7      | 3      | 0      | 47    | 8     | 6     |
| 2017-2018             | AS Rome               | Serie A               | 17          | 1           | 1           | 0                     | 0                     | 0                     | -          | -          | -          | C1                             | 6                              | 1                              | 0                              | 4      | 0      | 0      | 27    | 2     | 1     |
| 2018-2019             | AS Rome               | Serie A               | 18          | 1           | 1           | 1                     | 0                     | 0                     | -          | -          | -          | C1                             | 4                              | 1                              | 0                              | -      | -      | -      | 23    | 2     | 1     |
| Sous-total            | Sous-total            | Sous-total            | 454         | 43          | 45          | 55                    | 5                     | 3                     | 4          | 2          | 0          | -                              | 94                             | 13                             | 7                              | 117    | 21     | 4      | 724   | 84    | 59    |
| 2019-2020             | Boca Juniors          | Primera División      | 5           | 0           | 0           | 1                     | 1                     | 0                     | -          | -          | -          | CL                             | 1                              | 0                              | 0                              | -      | -      | -      | 7     | 1     | 0     |
| Sous-total            | Sous-total            | Sous-total            | 5           | 0           | 0           | 1                     | 1                     | 0                     | 4          | 2          | 0          | -                              | 1                              | 0                              | 0                              | -      | -      | -      | 11    | 3     | 0     |
| Total sur la carrière | Total sur la carrière | Total sur la carrière | 459         | 43          | 45          | 56                    | 6                     | 3                     | 4          | 2          | 0          | -                              | 95                             | 13                             | 7                              | 117    | 21     | 4      | 731   | 85    | 59    |

### Buts en sélection
Le tableau suivant liste les résultats de tous les buts inscrits par Daniele De Rossi avec l'équipe d'Italie.
| Buts internationaux de Daniele De Rossi | Buts internationaux de Daniele De Rossi | Buts internationaux de Daniele De Rossi           | Buts internationaux de Daniele De Rossi | Buts internationaux de Daniele De Rossi | Buts internationaux de Daniele De Rossi | Buts internationaux de Daniele De Rossi |
| #                                       | Date                                    | Lieu                                              | Adversaire                              | Résultat                                | Compétition                             |                                         |
| --------------------------------------- | --------------------------------------- | ------------------------------------------------- | --------------------------------------- | --------------------------------------- | --------------------------------------- | --------------------------------------- |
| 1er                                     | 4 septembre 2004                        | Stade Renzo-Barbera, Palerme, Italie              | Norvège                                 | 2-1                                     | Éliminatoires Coupe du monde 2006       |                                         |
| 2e                                      | 13 octobre 2004                         | Stade Ennio-Tardini, Parme, Italie                | Biélorussie                             | 4-3                                     | Éliminatoires Coupe du monde 2006       |                                         |
| 3e                                      | 1er mars 2006                           | Stade Artemio-Franchi, Florence, Italie           | Allemagne                               | 4-1                                     | Amical                                  |                                         |
| 4e                                      | 11 octobre 2006                         | Stade Boris-Paichadze,Tbilissi, Géorgie           | Géorgie                                 | 1-3                                     | Éliminatoires Euro 2008                 |                                         |
| 5e                                      | 17 juin 2008                            | Stade du Letzigrund, Zurich, Suisse               | France                                  | 0-2                                     | Euro 2008                               |                                         |
| 6e                                      | 10 septembre 2008                       | Stade Friuli, Udine, Italie                       | Géorgie                                 | 2-0                                     | Éliminatoires Coupe du monde 2010       |                                         |
| 7e                                      | 10 septembre 2008                       | Stade Friuli, Udine, Italie                       | Géorgie                                 | 2-0                                     | Éliminatoires Coupe du monde 2010       |                                         |
| 8e                                      | 15 juin 2009                            | Loftus Versfeld Stadium, Pretoria, Afrique du Sud | États-Unis                              | 1-3                                     | Coupe des confédérations 2009           |                                         |
| 9e                                      | 14 juin 2010                            | Cape Town Stadium, Le Cap, Afrique du Sud         | Paraguay                                | 1-1                                     | Coupe du monde 2010                     |                                         |
| 10e                                     | 7 septembre 2010                        | Stade Artemio-Franchi, Florence, Italie           | Îles Féroé                              | 5-0                                     | Éliminatoires Euro 2012                 |                                         |
| 11e                                     | 15 août 2012                            | Stade de Suisse, Berne, Suisse                    | Angleterre                              | 2-1                                     | Amical                                  |                                         |
| 12e                                     | 12 octobre 2012                         | Hrazdan Stadium, Erevan, Arménie                  | Arménie                                 | 1-3                                     | Éliminatoires Coupe du monde 2014       |                                         |
| 13e                                     | 16 octobre 2012                         | Stade Giuseppe Meazza, Milan, Italie              | Danemark                                | 3-1                                     | Éliminatoires Coupe du monde 2014       |                                         |
| 14e                                     | 21 mars 2013                            | Stade de Genève, Genève, Suisse                   | Brésil                                  | 2-2                                     | Amical                                  |                                         |
| 15e                                     | 19 juin 2013                            | Itaipava Arena Pernambuco, Recife, Brésil         | Japon                                   | 4-3                                     | Coupe des confédérations 2013           |                                         |
| 16e                                     | 4 septembre 2014                        | Stade San Nicola, Bari, Italie                    | Pays-Bas                                | 2-0                                     | Amical                                  |                                         |
| 17e                                     | 6 septembre 2015                        | Stade Renzo-Barbera, Palerme, Italie              | Bulgarie                                | 1-0                                     | Éliminatoires Euro 2016                 |                                         |
| 18e                                     | 6 juin 2016                             | Stade Marcantonio-Bentegodi, Vérone, Italie       | Finlande                                | 2-0                                     | Amical                                  |                                         |
| 19e                                     | 6 octobre 2016                          | Juventus Stadium, Turin, Italie                   | Espagne                                 | 1-1                                     | Éliminatoires Coupe du monde 2018       |                                         |
| 20e                                     | 24 mars 2017                            | Stade Renzo-Barbera, Palerme, Italie              | Albanie                                 | 2-0                                     | Éliminatoires Coupe du monde 2018       |                                         |
| 21e                                     | 7 juin 2017                             | Allianz Riviera, Nice, France                     | Uruguay                                 | 3-0                                     | Amical                                  |                                         |